# Johan Falk: Barninfiltratören
Johan Falk: Barninfiltratören, es una película de acción estrenada el 21 de noviembre de 2012 dirigida por Richard Holm. La película es la decimocuarta entrega de la franquicia y forma parte de las películas de Johan Falk.

## Sinopsis
Un joven grupo de ladrones que se especializa en robarle a guardias de seguridad de un centro comercial, comienza a subir al poder por todo Gotemburgo, sin embargo cuando un robo sale mal y termina muerto un transeúnte inocente el Equipo de Investigaciones Especiales conocido como "GSI" es llamado para  intervenir.

## Personajes

### Personajes principales
| Actor               | Personaje        | Ocupación                  |
| ------------------- | ---------------- | -------------------------- |
| Jakob Eklund        | Johan Falk       | Oficial de la Unidad GSI   |
| Jens Hultén         | Seth Rydell      | Gánster / Informante       |
| Joel Kinnaman       | Frank Wagner     | Informante / Infiltrado    |
| Meliz Karlge        | Sophie Nordh     | Oficial de la Unidad GSI   |
| Mikael Tornving     | Patrik Agrell    | Jefe de la Unidad GSI      |
| Anastasios Soulis   | Felix Rydell     | -                          |
| Mårten Svedberg     | Vidar Pettersson | Oficial de la Unidad GSI   |
| Alexander Karim     | Niklas Saxlid    | Oficial de la Unidad GSI   |
| Zeljko Santrac      | Matte            | Oficial de la Unidad GSI   |
| Oskar Nyman         | Simon Johansson  | -                          |
| Antti Reini         | Heikki Nieminen  | -                          |
| Tom Ljungman        | Ricky            | Líder de la Banda / Ladrón |
| Marie Richardson    | Helén Andersson  | -                          |
| Ruth Vega Fernandez | Marie Lindell    | -                          |
| Dag Malmberg        | Bosse Johansson  | -                          |

### Personajes secundarios
| Actor                     | Personaje           | Ocupación                             |
| ------------------------- | ------------------- | ------------------------------------- |
| Hanna Ullerstam           | Ann-Louise Rojas    | -                                     |
| Christian Brandin         | Conny Lloyd         | Gánster / Miembro de la Banda de Seth |
| Anders Gustavsson         | Victor Eriksen      | Gánster / Miembro de la Banda de Seth |
| Jessica Zandén            | Eva Ståhlgren       | Jefa del Condado de Crimea            |
| Shebly Niavarani          | Avram Khan          | -                                     |
| Henrik Johansson          | Ferdi               | -                                     |
| Mathias Hjelm             | Sumo                | -                                     |
| Natanael Wall Sanktnovius | Bergman             | -                                     |
| Thomas Nilsson            | Lill-Gnistan        | -                                     |
| Helena Eliasson           | Annika              | -                                     |
| Hanna Ullerstam           | Ann-Louise Rojas    | -                                     |
| Åsa Fång                  | Nadja Agrell        | Esposa de Patrick                     |
| Dennis Alvdén             | Robin Agrell        | Hijo de Patrick                       |
| Tom Lidgard               | Max Agrell          | Hijo de Patrick                       |
| Emma Jenséus              | Signe Agrell        | Hija de Patrick                       |
| Nicole Marouki            | Sara Nordh          | Hija de Sophie                        |
| Loana Masic               | Emelie Nordh        | Hija de Sophie                        |
| Hanna Alsterlund          | Nina Andersson Falk | Hijastra de Johan                     |
| Isidor Alcaide Backlund   | Ola Falk            | Hijo de Johan                         |
| Jonas Bane                | Bill                | Novio de Nina                         |
| Vide Hedendahl            | Kalle Wagner        | Hijo de Frank y Marie                 |
| Karin Bertling            | Karin Andersson     | Madre de Helén                        |
| Victoria Levin            | -                   | Madre de Simon                        |
| Dellie Kamijo             | -                   | Hermana de Simon                      |
| Henrik Tengby             | Holger Svensson     | -                                     |
| Esther Fälemark           | Statoil             | Tesorera                              |
| Linda Hellström           | -                   | Vendedora de la Tienda                |
| André Lindholm            | -                   | Ladrón                                |
| Tony Blom                 | -                   | -                                     |
| Ulf Lindberg              | -                   | -                                     |
| Janne Kokki               | -                   | -                                     |
| Suzanna Santrac           | -                   | -                                     |
| Hampus Sikström           | -                   | Miembro de la Pandilla                |
| Joacim Ek                 | -                   | Miembro de la Pandilla                |
| Nikhie Malmros Wallqvist  | -                   | Miembro de la Pandilla                |
| Robin Rutström Kugel      | -                   | Miembro de la Pandilla                |
| Michele Mazzone           | -                   | Hombre en la Estación                 |
| Cane Willström            | -                   | -                                     |
| Nikola Stankovic          | -                   | -                                     |
| Claes Pettersson          | -                   | -                                     |
| Christian Kinell          | -                   | Guardia de Seguridad                  |
| Dennis Petersen           | -                   | Oficial de Seguridad                  |

## Producción
La película fue dirigida por Richard Holm, escrita por Viking Johansson con el apoyo de los escritores Anders Nilsson y Joakim Hansson.
Producida por Joakim Hansson, con la participación de los ejecutivos Jessica Ask, Klaus Bassiner, Calle Jansson, Nina Lenze y Åsa Sjöberg. 
La edición estuvo a cargo de Fredrik Morheden.
La música estuvo bajo el cargo de Bengt Nilsson, mientras que la cinematografía en manos de Andreas Wessberg.
Filmada en Gotemburgo, Västra Götaland, en Suecia.
La película fue estrenada el 21 de noviembre de 2012 en con una duración de 1 hora con 33 minutos en Suecia.	
La película contó con el apoyo de la compañía productora "Strix Drama". 
En el 2012 la película fue distribuida por "Nordisk Film" en Suecia por DVD y en el 2013 por "Red Arrow International" en todo el mundo y por todos los medios de comunicación.

### Emisión en otros países
| País      | Título                                              | Fecha de Estreno      |
| --------- | --------------------------------------------------- | --------------------- |
| Alemania  | GSI - Spezialeinheit Göteborg - Frage des Gewissens | 12 de octubre de 2012 |
| Finlandia | Johan Falk: Soluttautuja                            | -                     |
| Hungría   | Johan Falk: Meztelen igazság                        | -                     |